# مايك مازوركى
مايك مازوركى (بالإنجليزية: Mike Mazurki)‏ هو مصارع محترف وممثل أمريكي، ولد في 25 ديسمبر 1907 بنيويورك في الولايات المتحدة، وتوفي في 9 ديسمبر 1990 بغلينديل في الولايات المتحدة.

## أعمال

### أفلام
- (1942) السيد جيم
- (1950) ابنة نبتون
- (1950) شمشون ودليلة
- (1956) حول العالم في 80 يوما[4][5][6]
- (1959) البعض يفضلونها ساخنة
- (1963) إنه عالم مجنون مجنون مجنون مجنون[7]
- (1964) خريف قبيلة شايان
- (1990) ديك تريسي[8][9][10]

## وصلات خارجية
- مايك مازوركى على موقع CageMatch worker (الإنجليزية)
- مايك مازوركى على موقع قاعدة بيانات المصارعة على الإنترنت (الإنجليزية)
- مايك مازوركى على موقع قاعدة بيانات المصارعة على الإنترنت (الإنجليزية)

- مايك مازوركى على موقع IMDb (الإنجليزية)
- مايك مازوركى على موقع إن إن دي بي (الإنجليزية)
- مايك مازوركى على موقع قاعدة بيانات الفيلم (الإنجليزية)